# Памятник Михаилу Кругу
Памятник Михаилу Кругу — памятник исполнителю русского шансона Михаилу Кругу (1962—2002) в его родном городе Твери.
Композиция — шансонье сидит на скамейке в распахнутом пальто, положив рядом шляпу и опираясь на гитару; справа от него свободное место — можно присесть и, если есть желание, сфотографироваться. Подпись отсутствует.
Общая масса бронзового памятника (с гитарой) — 250 килограммов, без гитары — 200 килограммов.
Располагается на бульваре Радищева недалеко от Трехсвятской улицы.

## История
Сразу после смерти Михаила Круга друзья и близкие создали фонд для установки памятника поэту-песеннику, который возглавила старшая сестра покойного, Ольга Медведева. Камень в основание памятника заложен 19 декабря 2003 года. Против установки памятника протестовала большая часть творческой интеллигенции Твери. Проект памятника разработал продюсер последнего альбома музыканта Вадим Цыганов, в роли скульптора выступил москвич Андрей Смирнов. Памятник был торжественно открыт в день города 24 июня 2007 года в центре Твери на бульваре Радищева у дома 21.
Памятник дважды подвергался актам вандализма. В ноябре 2007 года у него отрезали 50-килограммовую гитару, которую бросили неподалёку; впоследствии она была приварена обратно. В январе 2008 года неизвестные вандалы раскрасили памятник разными цветами.